# Katharine A. Morey
Katharine A. Morey (Brookline, 1892 – ...) è stata un'attivista, una suffragetta statunitense, una delle Silent Sentinels, ufficiale del ramo statale del Massachusetts del National Woman's Party e membro del NWP Advisory Council. Lei e Lucy Burns furono le prime due donne americane ad essere arrestate davanti alla Casa Bianca per la causa del suffragio femminile.

## Biografia
Katharine A. Morey è stata una suffraggetta americana, appartenente alle Silent Sentinels, ufficiale del ramo statale del Massachusetts del National Woman's Party e membro del NWP Advisory Council. Lei e Lucy Burns sono state le prime due donne americane ad essere arrestate davanti alla Casa Bianca per la causa del suffragio femminile.
Nel 1917 la Morey si unì ad altri manifestanti del National Woman's Party che protestavano fuori dalla Casa Bianca, a Washington, DC. I manifestanti erano conosciuti come Silent Sentinels. Le proteste erano state organizzate per fare pressione sul presidente degli Stati Uniti Woodrow Wilson affinché usasse la sua influenza per portare avanti il XIX emendamento al Congresso. Nel corso di diversi mesi le manifestanti hanno sopportato condizioni meteorologiche avverse e attacchi di folle.
Il 22 giugno la Morey e la collega suffraggetta Lucy Burns stavano picchettando Pennsylvania Avenue, quando furono circondate dalla polizia che chiese loro di consegnare il loro cartello, che diceva: "'Combatteremo per le cose che abbiamo sempre portato più vicino ai nostri cuori,  per la democrazia, per il diritto di coloro che si sottomettono all'autorità per avere una voce nel loro governo. Messaggio di guerra del presidente Wilson, 2 aprile 1917." Le due donne si rifiutarono di rinunciare ai loro picchetti, sapendo che sarebbero state arrestate. Morey e Burns furono condannate per aver bloccato il traffico. La Morey ha scontato tre giorni di carcere. Nello stesso anno, dopo aver picchettato la Casa Bianca il 10 novembre 1917, fu condannata a 30 giorni nella prigione distrettuale e all'Occoquan Workhouse.
Nel febbraio 1919 fu arrestata a Boston, Massachusetts, dopo aver protestato contro una parata tenutasi in onore della visita del Presidente Woodrow Wilson alla Massachusetts State House. Fu condannata e scontò otto giorni nella prigione Charles St. Jail.
La Morey era anche nota per aver parlato al tour di conferenze "Suffrage Special" del 1916.

## Vita privata
Anche la madre di Morey, Agnes H. Morey, era un'attivista suffragista.